# بلک ریور فالز (ویسکانسین)
بلک ریور فالز، ویسکانسین  (به انگلیسی: Black River Falls) شهری در شهرستان جکسون ایالت ویسکانسین است که در سال ۱۸۸۳ بنیان‌گذاری شده‌است. این شهر طبق سرشماری سال ۲۰۱۰ میلادی ۳٬۶۲۲ نفر جمعیت داشته‌است.

## نگارخانه

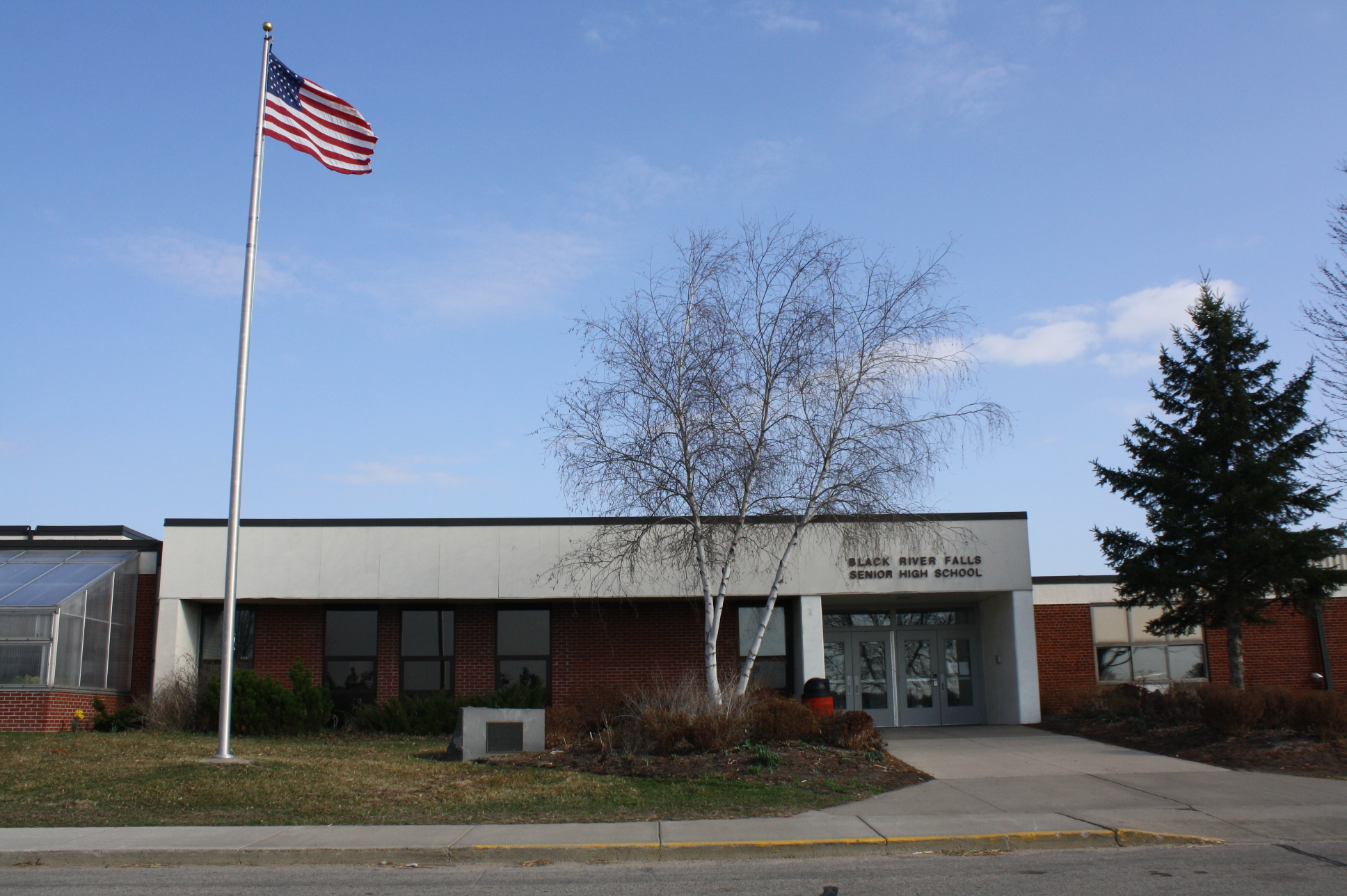
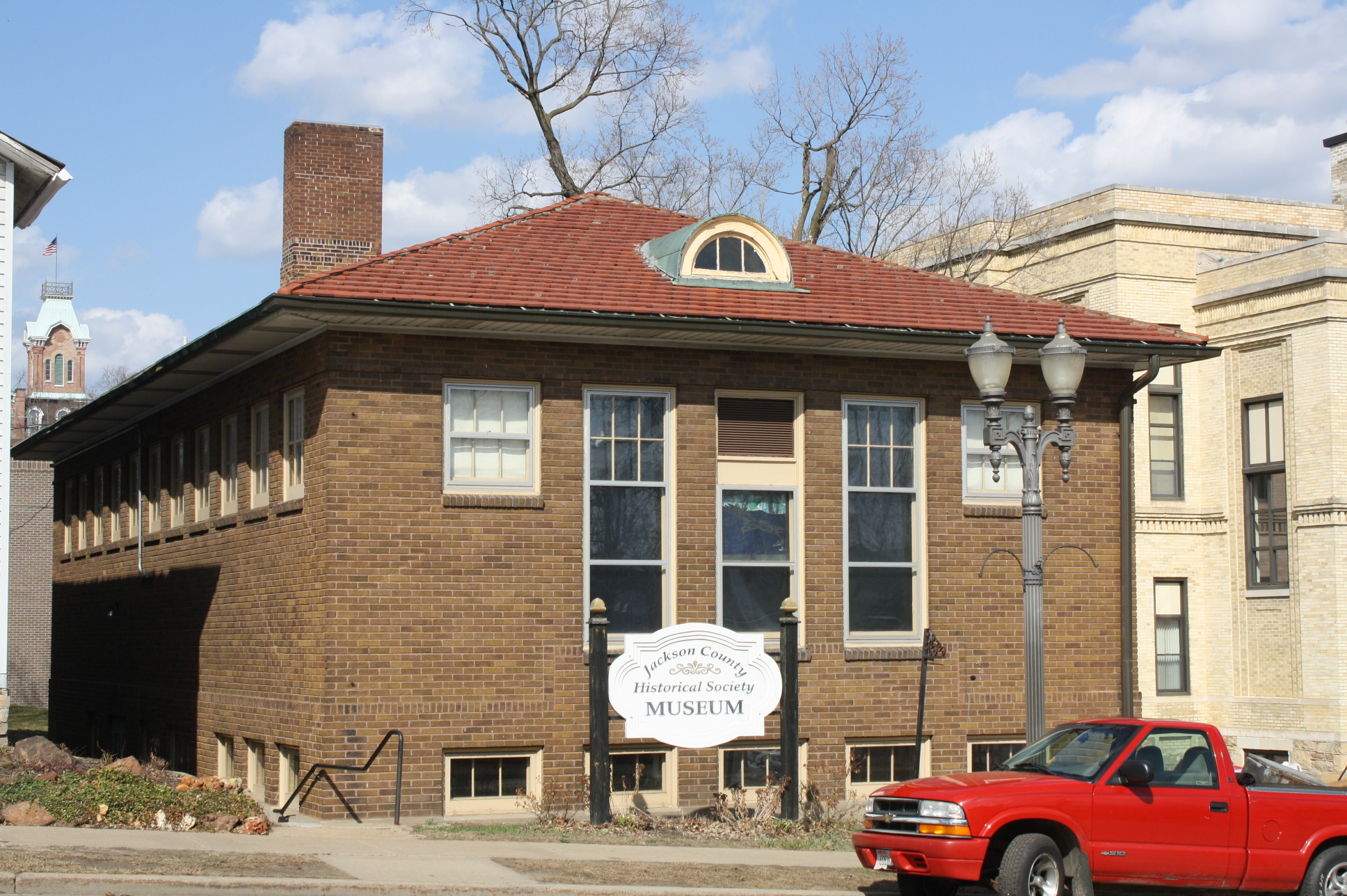
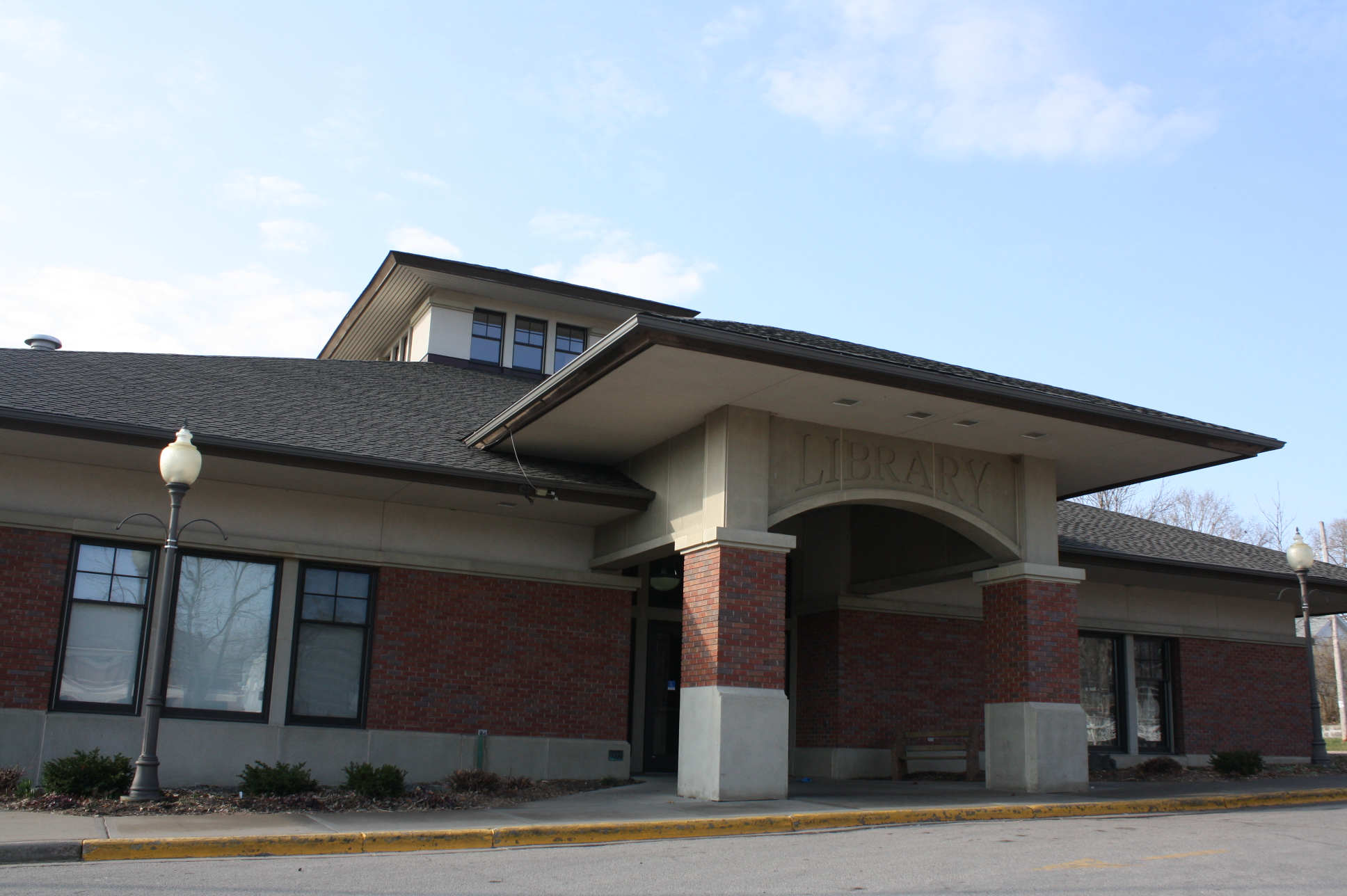
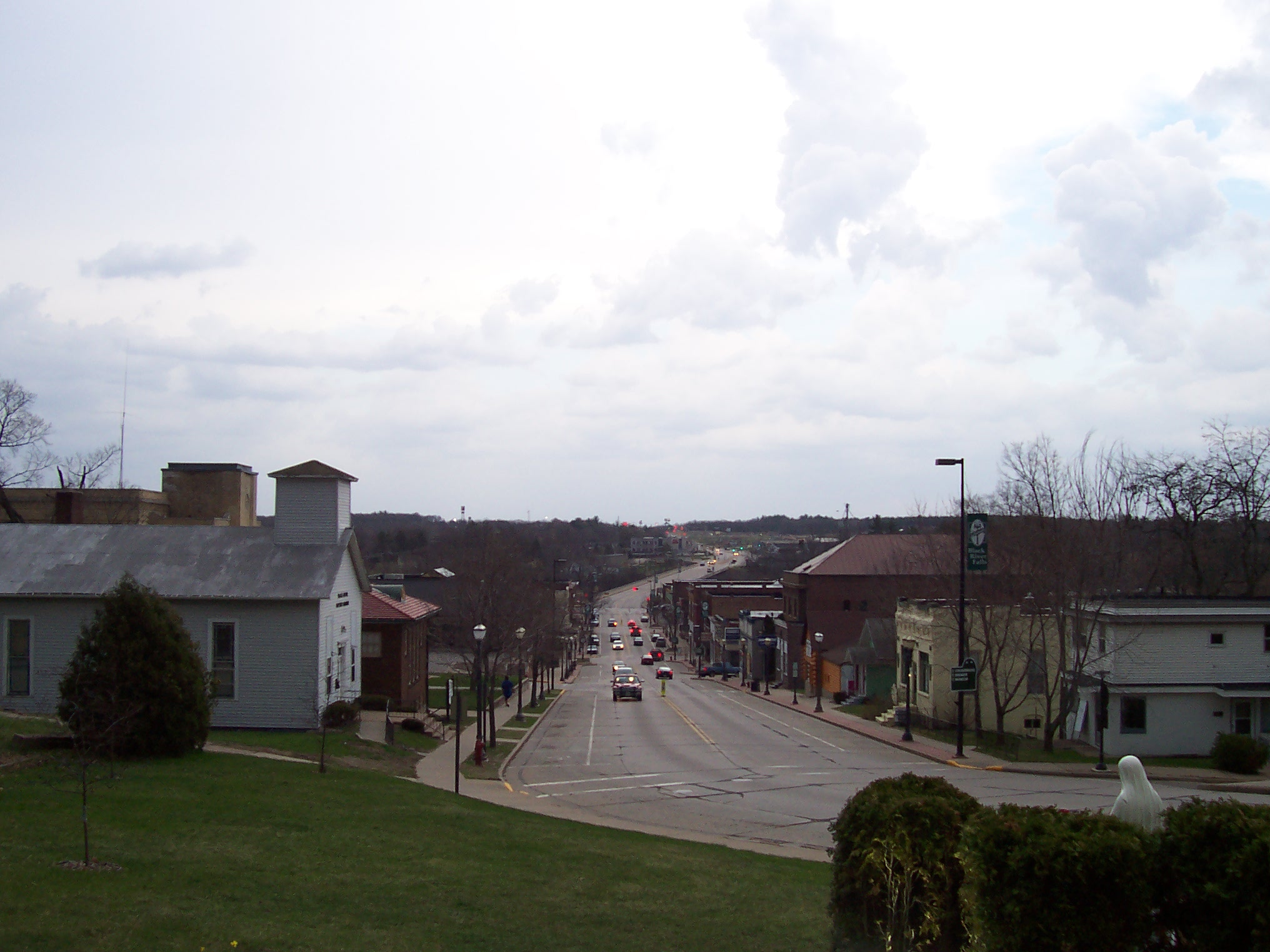
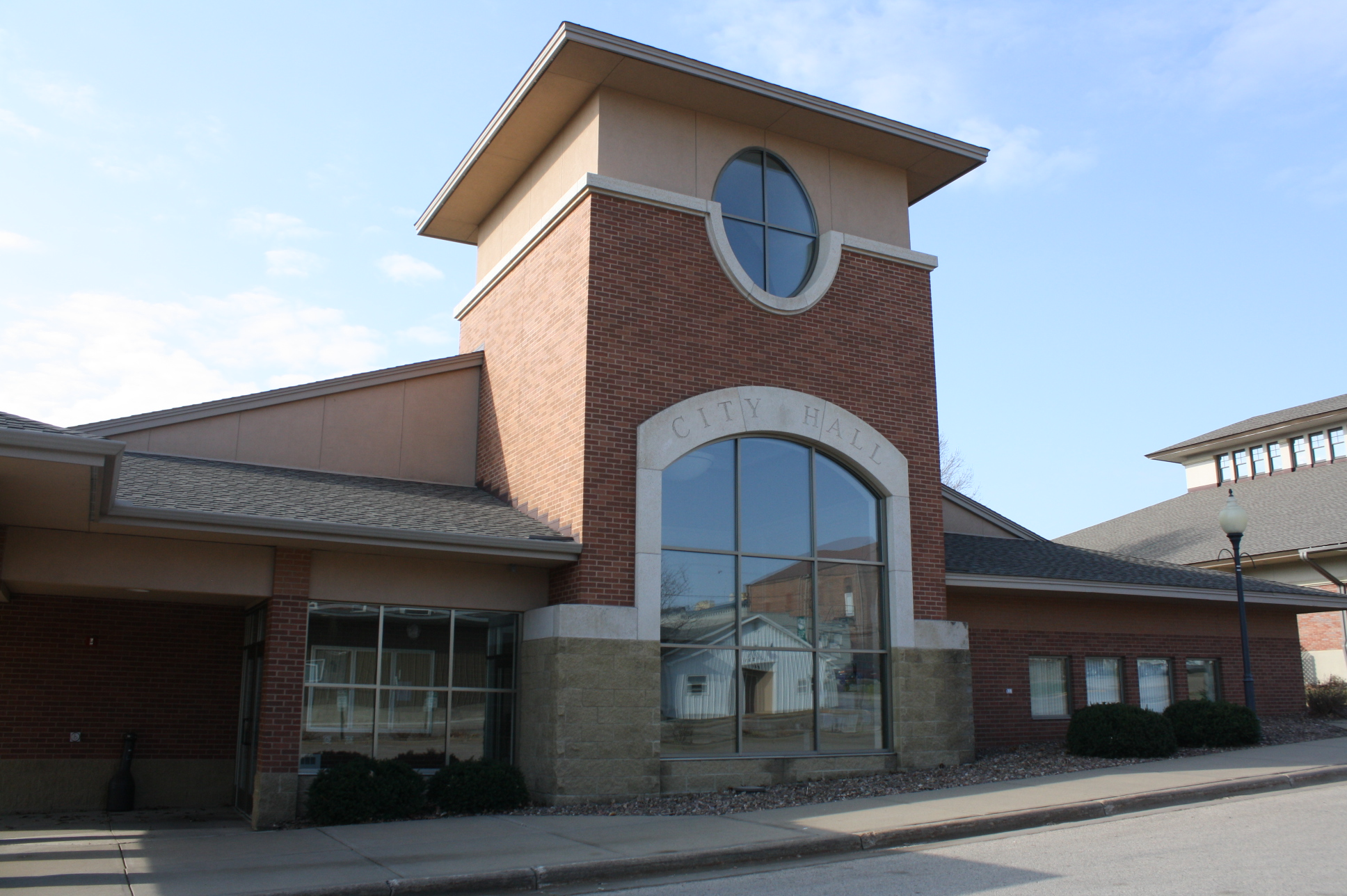
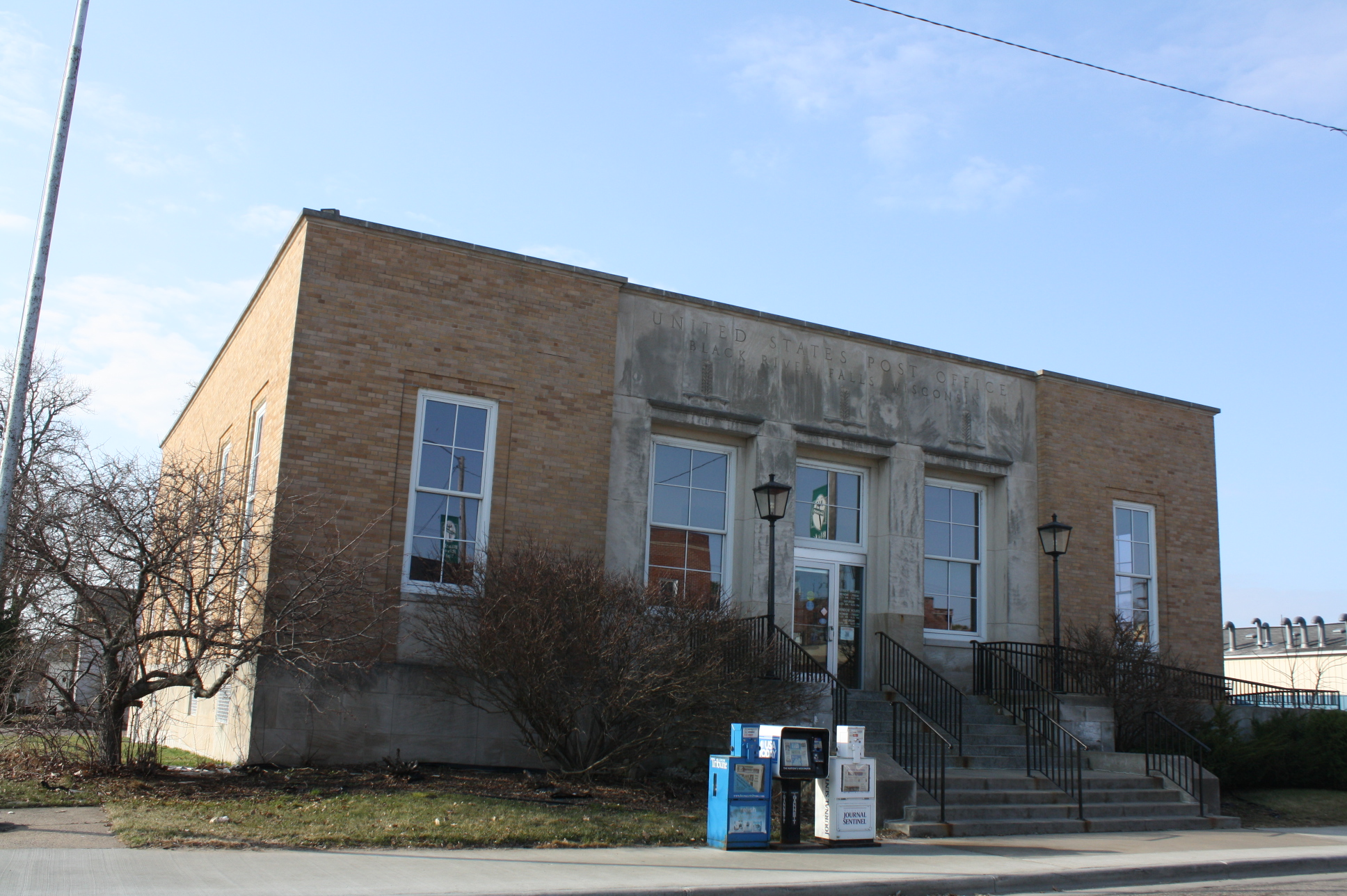
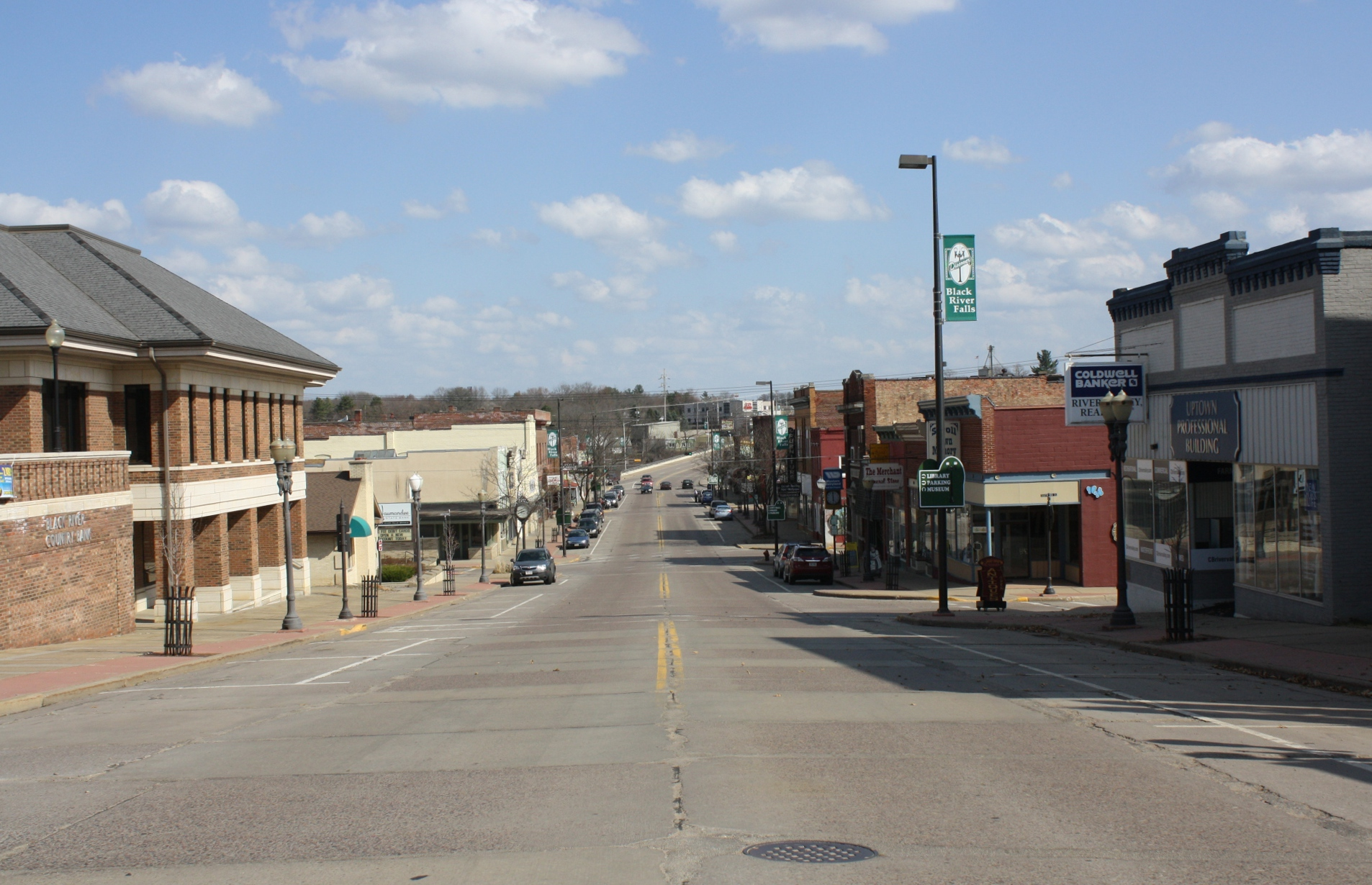
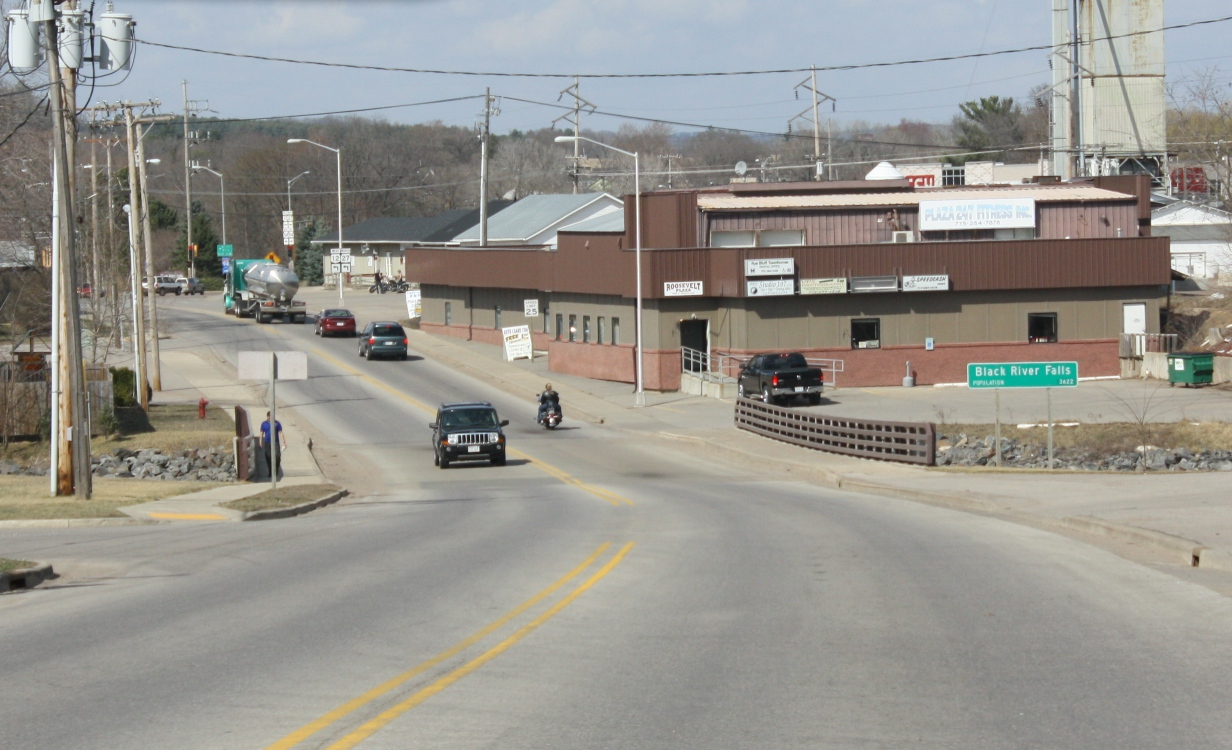
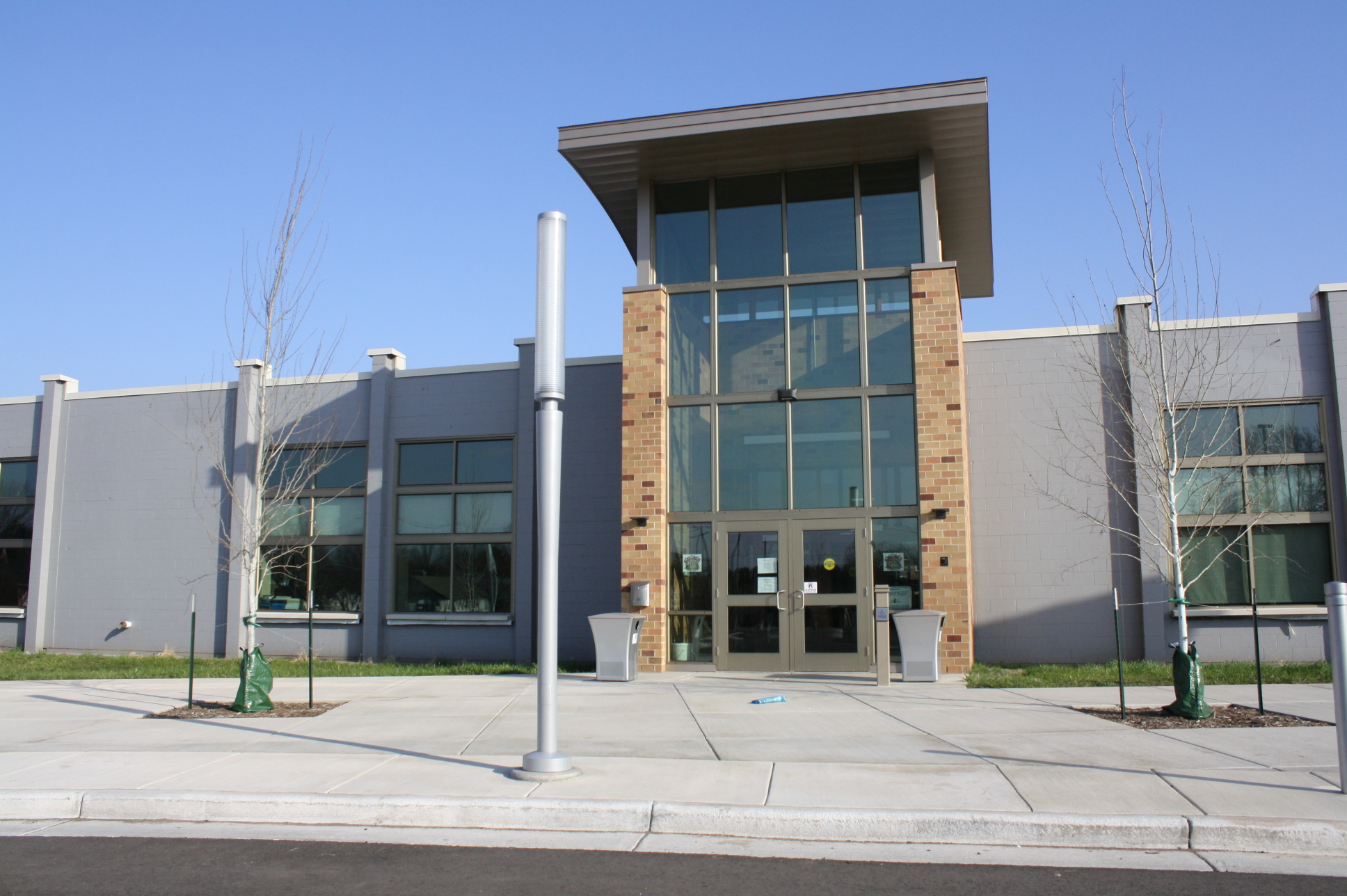